# Lycianthes denticulata
Lycianthes denticulata är en potatisväxtart som först beskrevs av Bi., och fick sitt nu gällande namn av Bitt. Lycianthes denticulata ingår i Himmelsögonsläktet som ingår i familjen potatisväxter. Inga underarter finns listade i Catalogue of Life.